# Matrae Alaterviae
Die Alaterviae sind Matronen, die aus einer Weiheinschrift aus dem schottischen Cramond bei Edinburgh überliefert sind aus der Zeit um das 3. Jahrhundert.

## Auffindung und Inschrift

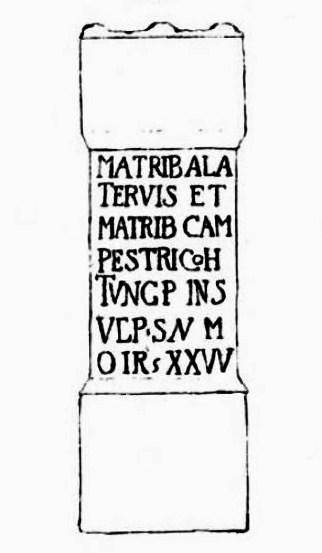

Der aus Sandstein gefertigte stelenförmige Votivstein wurde um 1697 bei Umbauarbeiten des „Cramond House“ als Verbauung im Fundament gefunden. Durch den schottischen Antiquar John Horsley wurde der Stein und Inschrift beschrieben, als dieser im Garten des schottischen Adligen Sir John Inglis am Fundort aufgestellt war. Der Antiquar John Philip Wood erwähnte ihn 1794 zuletzt, seitdem ist der Stein verschollen. Sowohl Horsley wie auch Wood schildern den schlechten Erhaltungszustand durch die Einwirkung der Witterung.

„Matrib(us) Ala / tervis et / Matrib(us) Cam / pestrib(us) coh(ortis) I[I] / Tungr(orum) ins(tante) / VERSCARM / […] leg(ionis) XX V(aleriae) V(ictricis)“

„Den Matronen Alatervae (?) und den Matronen Campestres errichtet [durch] die erste (oder zweite) Cohorte der Tungerer unter der Führung von … Centurio der XX Legion Valeria Victrix“

Der Stein wurde von einer germanischen Auxilliar-Einheit der Tungrer der Legio XX Valeria Victrix gestiftet. Die Sequenz VERSCARM in Zeile 6. ist gestört, beziehungsweise als unleserlich, unbestimmbar beschrieben worden (Horsley) überliefert und hat daher zu unterschiedlichen Lesungen geführt. Unter anderem als Personennamen eines germanischen Centurio Ulpius Scram, wobei der Beiname als vermutete Verkürzung zu althochdeutsch scerem = „Schild“ stellbar ist. In der rezenten (britischen) Forschung wird die Zeile als „VERSC arm(atura?)“ koniziert als verkürzten Personennamen Versc für optionale Versinius, Versenus oder Versenius und arm(atura) = „Waffenmeister“. Beim singulären Namen der Alaterviae kann bedingt durch die Überlieferungsituation eine Verschreibung für die in der Germania inferior häufiger belegte Matronae Alaferhviae vorliegen. Eine formale Ähnlichkeit besteht des Weiteren zum Namen der Göttin Alateivia aus Xanten. Die Campestres sind lateinischer Herkunft abgeleitet von campus = „Excerzierplatz“ oder „Schlachtfeld“. Beide Matronen erscheinen in der üblichen britannischen Form des Gattungsnamen als Matres entgegen der niederrheinischen Form der Matrones.

## Beiname und Deutung
Siegfried Gutenbrunner deutet den zweigliedrigen Namen als germanisch bedingt durch das durchsichtige Ala- und Zeitglied -terv- das er zu germanisch *terwa = „derb, fest, treu“ stellt und den Namen zu einem nichtbelegten Ethnonym oder Gruppennamen deuten möchte als Matronen der „Allgetreuen“. Eine plausible Anbindung des Zweitglieds ans germanische Homonym *terw(i)o, terwa- = „Baum, Wald“ lehnt er ab als unpassend zum Erstglied, und den Matronennamen, die er genuin topisch (also von einem Ort, Stelle oder Gewässer) abzuleiten sind, oder von einem Ethnonym.
Piergiuseppe Scardigli folgt ihm bedingt durch seine gleichfalls von *terwa-, derb, fest, kräftig ausgehende Bestimmung, zu dem er des Weiteren altisländisch djarfr = „mutig“ vergleichen möchte. Er deutet den Namen als Matronen die „allen Mut spenden“.
Helmut Birkhan sieht entgegen Gutenbrunner es als naheliegender an, für das Zweitglied einen Bezug zur bekannten Baummotivik im Matronenkult, beziehungsweise zum topischen Charakter der überwiegenden Zahl der Matronenbeinamen in Betracht zu ziehen. Er stellt es zu althochdeutsch fereheih, langobardisch fereha = „Eiche“ und zu altnordisch fjorr = „Baum, Mann“ aus indogermanisch *perkus. Birkhan vergleicht die Alaterviae mit einem „Baumnamen“ wie es der Beiname der Alaferhviae zeigt, für die er ebenfalls gegen Gutenbrunner germanisch *terwa- = „Baum,Wald“ ansetzt und mit dem Ethnonym der Terwingen vergleicht.